# Justicia chachapoyasensis
Justicia chachapoyasensis là một loài thực vật có hoa trong họ Ô rô. Loài này được Wassh. mô tả khoa học đầu tiên năm 1993.